# Al-Ahram
Al-Ahram (arabisch الأهرام, DMG al-ʾAhrām ‚Die Pyramiden‘) ist eine staatliche ägyptische Zeitung, die im Dezember 1875 gegründet wurde. Sie ist die älteste Zeitung der arabischen Welt und wird derzeit in Kairo veröffentlicht.

## Geschichte
Die erste Ausgabe der Zeitung erschien am 5. August 1876 in Alexandria als Wochenzeitung. Sie wurde von zwei libanesischen maronitisch-christlichen Brüdern, Salim und Bishara Tekla, herausgegeben, nachdem unter dem Druck der osmanischen Zensur viele Journalisten und Verleger von Beirut nach Kairo und Alexandria abgewandert waren. Einer der ersten prominenten Autoren bei der Zeitung war Muhammad Abduh. Seit 1881 ist al-Ahram eine Tageszeitung. Später leitete Muhammad Heikal die Zeitung, ein Vertrauter Gamal Abdel Nassers.

## Die Zeitung heute
Heute gibt Al-Ahram zwei fremdsprachige Versionen heraus: die englischsprachige Version Al-Ahram Weekly, die 1991 herausgegeben wurde, und die französischsprachige Version al-Ahram Hebdo sowie die tägliche englischsprachige Internetausgabe Ahram Online.